# Лејк Фентон (Мичиген)
Лејк Фентон (енгл. Lake Fenton) насељено је место без административног статуса у америчкој савезној држави Мичиген.

## Демографија
По попису из 2010. године број становника је 5.559, што је 683 (14,0%) становника више него 2000. године.
| Група             | 2000.         | 2010.         |
| Белци             | 4.695 (96,3%) | 5.277 (94,9%) |
| Афроамериканци    | 12 (0,2%)     | 34 (0,6%)     |
| Азијати           | 32 (0,7%)     | 58 (1,0%)     |
| Хиспаноамериканци | 68 (1,4%)     | 123 (2,2%)    |
| Укупно            | 4.876         | 5.559         |